# DKW RT125
A RT125 é uma motocicleta alemã com motor de dois tempos produzida pela DKW antes e depois da Segunda Grande Guerra, nos anos 30 (em Zschopau) e nos anos 50 e 60 (em Ingolstadt). A RT125 também foi produzida pela IFA e pela MZ anos anos 50 e no início dos anos 60. A denominação RT vem do alemão "Reichstyp", que significa "modelo nacional".

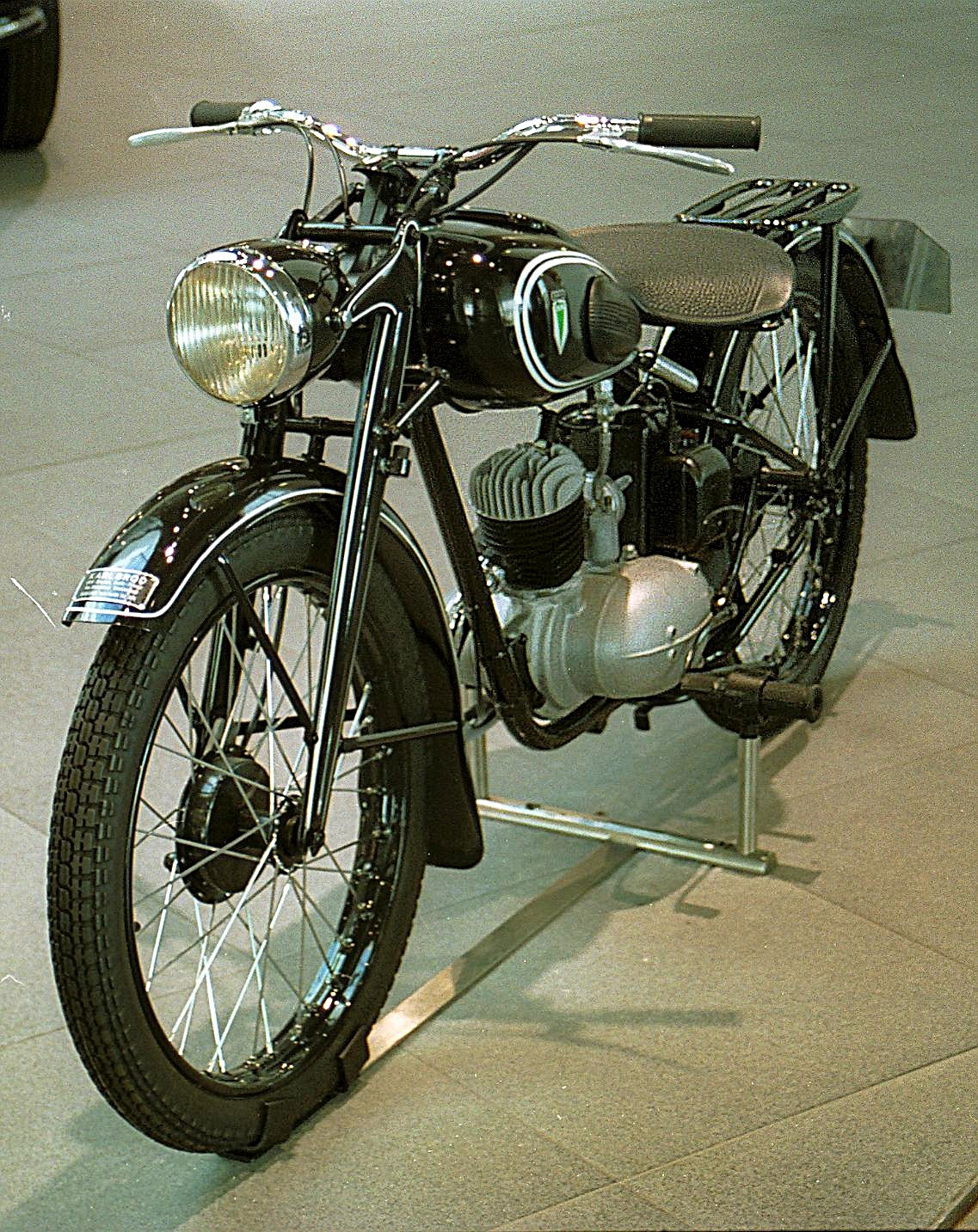
A famosa DKW RT125, de 1950.

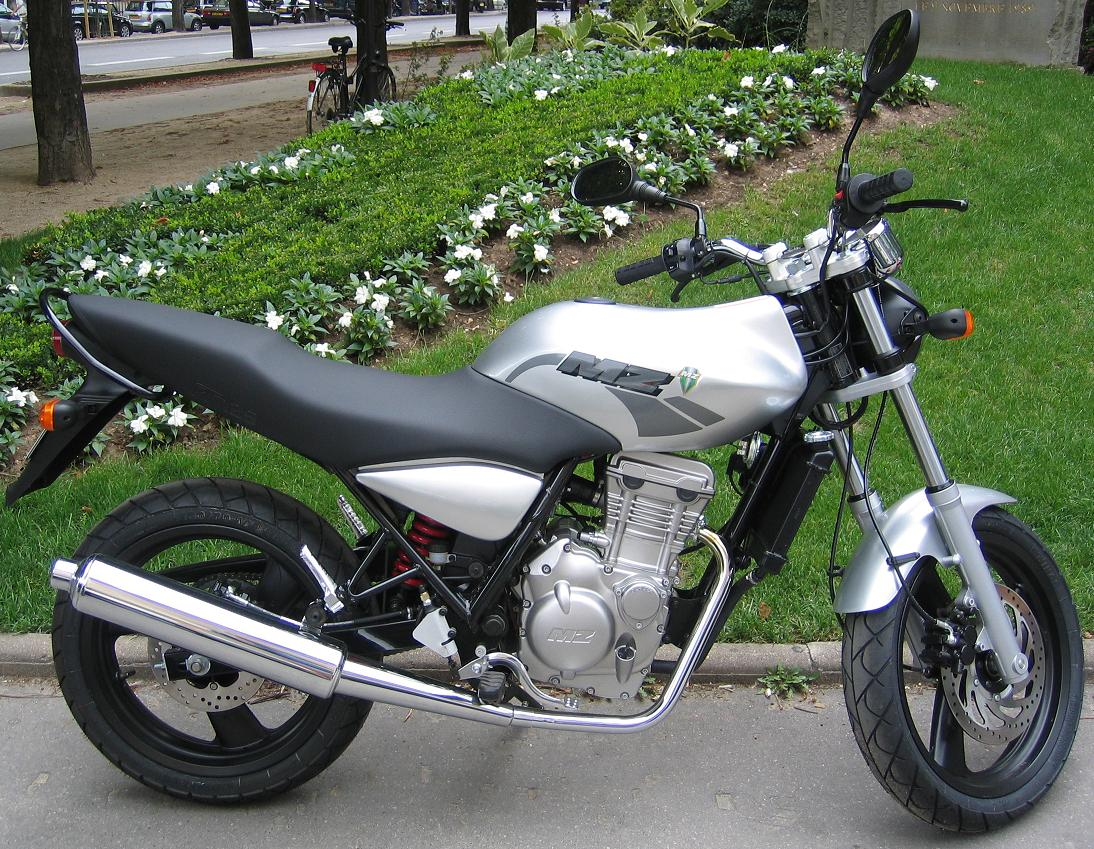
Uma MZ RT125.

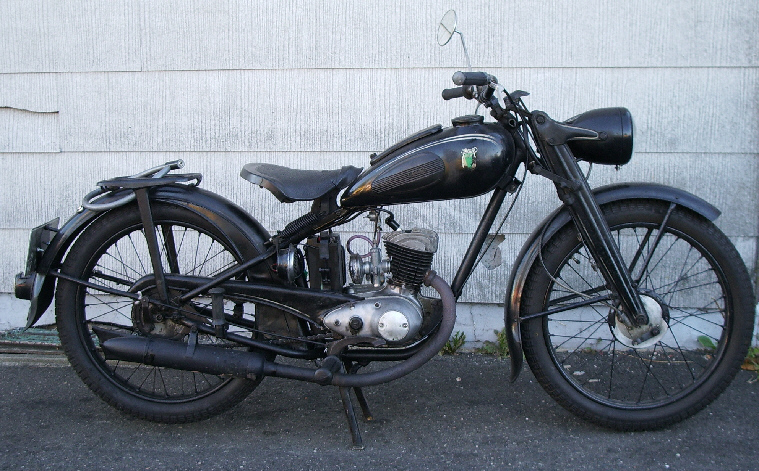
DKW RT125, de 1950.

Na verdade, a RT125 é provavelmente a motocicleta mais copiada em todo o mundo. Após a guerra, como reparação, os soviéticos levaram desenhos, ferramentas e mesmo pessoal técnico para a MMZ produzir uma versão. Os desenhos também foram levados pelos ingleses para a produção da BSA "Bantam" e pelos americanos para o lançamento da Harley-Davidson "Hummer". Mais tarde, a Yamaha também se baseou na RT125 para lançar a YA-1.
No início do século XXI, a MZ ainda se utilizou da concepção da RT125 para lançar uma motocicleta com motor de quatro tempos inteiramente nova.